# Helmut Arz
Helmut Arz, Helmut Arz von Straussenburg sau Helmut von Arz (n. 12 aprilie 1930, Sibiu) este un pictor și ilustrator german din România.
Arz a urmat Gimnaziul Evanghelic din Sibiu, timp în care a luat și lecții de pictură la Hans Hermann. În perioada 1949 - 1955 a studiat la Institutul de artă „Ion Andreescu” din Cluj, la clasa pictorului Aurel Ciupe. I-a avut ca profesori și pe pictorul Catul Bogdan și istoricul de artă Daniel Popescu.
După terminarea studiilor și până la emigrarea în Germania în 1965, a fost profesor la școala populară din Sibiu și artist liber profesionist. În această perioadă a ilustrat mai multe cărți: basme populare săsești (1954), Cărțile de povești ale fraților Grimm (1954) și Josef Haltrich, „Cei trei muschetari” de Alexandre Dumas (1955), Spărgătorul de nuci de E.T.A. Hoffmann ș.a.
În anii ’60, Editura de stat pentru literatură și artă (ESPLA) a încheiat un contract cu graficianul Helmut Arz von Straussenburg pentru realizarea ilustrațiilor destinate romanului „Pe Donul liniștit“ de Mihail Șolohov. După o muncă intensă, a predat desenele la editură. Scurt timp după aceea, i s-au aprobat actele de emigrare în Republica Federală Germania. Ca urmare, conform politicilor vremii, ilustrațiile nu au mai fost publicate, iar autorul lor nici nu a putut să le mai recupereze.
În Germania a fost profesor universitar la Berlin și Essen. A fost decan la secția de artă a Universității din Essen.
Ca pictor a avut mai multe expoziții.

## Lucrări
- Sächsische Volksmärchen aus Siebenbürgen (Josef Haltrich) ilustrații de Helmut Arz și Kathrin Hienz. Editura Tineretului, București, 1953 (1967)
- Märchenschau (Jessika Drimer-Sperber), ilustrații de Helmut Arz, Editura Tineretului, București, 1957
- Am Roten Meer : Ein siebenbürgischer Kaufmannslehrling forscht in Afrika  (La Marea Roșie: Un ucenic de negustor face explorări în Africa) (Otto Fritz Jickeli), Editura Tineretului, București, 1958
- Prinz Zeisig und andere Märchen  (Lotte Berg) ilustrații de Helmut Arz, Editura Tineretului, București, 1964
- Brumbrums Abenteuer  (Bella Sipos) traducere din maghiară de Else Kornis, ilustrații de Helmut Arz, Editura Tineretului, București, 1964